# 御受難会
御受難会（ごじゅなんかい　羅:Congregatio Passionis Iesu Christi、および御受難修道会）は、カトリック教会の男子、女子両修道会。
御受難会は18世紀中期にカトリック教会の司祭、パオロ・フランチェスコ・ダネイ（修道名十字架のパウロ）がイタリアで創立した修道会である。当初は観想修道会であったが、宣教活動も行い、現在はイタリアを中心にヨーロッパ、アジア、アフリカ、アメリカの全世界に広く活動範囲を広げている。日本における活動は、兵庫県宝塚市に日本準管区本部を置き、本部修道院、宗像修道院において黙想の指導に当たっている。また、大阪大司教区の池田教会と、日生中央教会の小教区宣教司牧を行っている。

## 著名な出身者
近代屈指のエクソシストとされるカンディド・アマンティーニ神父が1927年から、御受難会のサン・ジュゼッペ修練院（アルジェンターリオ山）に学んだ。その日課は、深夜二時の一旦起床と朝五時半の起床、および食事、廊下、森の散策における徹底した沈黙行、かつ厳寒の中の家事、そして日に八時間の黙想と、厳しいものだったという。